# Oxetocyon
Oxetocyon — вимерлий одновидовий рід підродини псових Borophaginae, що походить із Північної Америки. Він жив в епоху раннього олігоцену, існував приблизно 2,5 мільйона років. Скам'янілості були знайдені в Небрасці та Південній Дакоті.
Скам'янілості Oxetocyon є рідкісними, і, як наслідок, рід маловідомий, і повідомлялося лише про зуби, зубні ряди та фрагмент черепа. Зуби Oxetocyon вказують на те, що він харчувався м’ясоїдними тваринами, як у живого єнотоподібного собаки, і припускають потенційний зв’язок із незвичайним борофагіном Otarocyon. Oxetocyon відрізняється від Otarocyon власним набором стоматологічних спеціалізацій для всеїдної дієти, зокрема наявністю щілини, яка розділяє кожен верхній моляр на передню та задню половини.